# پلزنت ولی، ویچیتا، کانزاس
پلزنت ولی (به انگلیسی: Pleasant Valley) یک منطقهٔ مسکونی در ایالات متحده آمریکا است که در ویچیتا، کانزاس واقع شده‌است. پلزنت ولی ۱٬۱۰۰ نفر جمعیت دارد و ۴۰۲٫۰۴ متر بالاتر از سطح دریا واقع شده‌است.